# Krzysztof Zenowicz (wojewoda miński)
Krzysztof Zenowicz (Despot-Zenowicz, Zienowicz, zm. 1717) – marszałek oszmiański (1687–1701), starosta oszmiański (1701–1715),  pisarz wielki litewski (1703–1709), wojewoda miński (od 1709), pułkownik powiatu oszmiańskiego w 1700 roku.

## Działalność polityczna
Poseł sejmiku wiłkomierskiego na sejm 1685 roku, poseł sejmku oszmiańskiego na sejm nadzwyczajny 1688/1689 roku, sejm 1690 roku, sejm zwyczajny 1692/1693 roku, sejm nadzwyczajny 1693 roku, sejm 1695 roku. Poseł sejmiku powiatu oszmiańskiego na sejm konwokacyjny 1696 roku. Poseł oszmiański na sejm koronacyjny 1697 roku i na sejm pacyfikacyjny 1698 roku. Jako deputat z powiatu oszmiańskiego podpisał pacta conventa Augusta II Mocnego w 1697 roku. Poseł oszmiański na sejm zwyczajny pacyfikacyjny 1699 roku.
Członek antysapieżyńskiej opozycji na Litwie, uczestnik bitwy pod Olkienikami w 1700 r. Był członkiem konfederacji olkienickiej w 1700 roku. Poseł na sejm 1703 roku z powiatu oszmiańskiego.
Był konsyliarzem powiatu oszmiańskiego w konfederacji sandomierskiej w 1704. Był uczestnikiem Walnej Rady Warszawskiej 1710 roku.